# Shimano

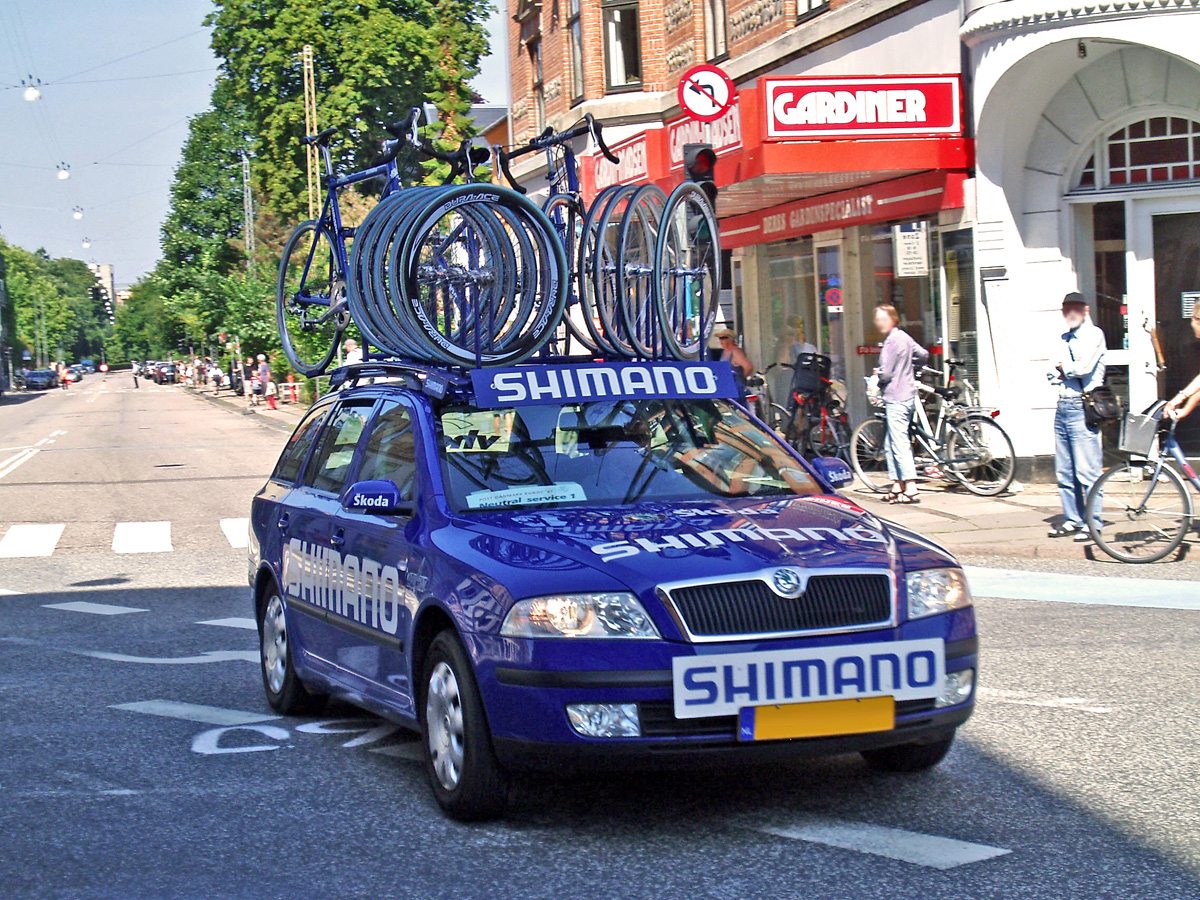
Samochód serwisowy Shimano podczas wyścigu kolarskiego Post Danmark Rundt w 2007

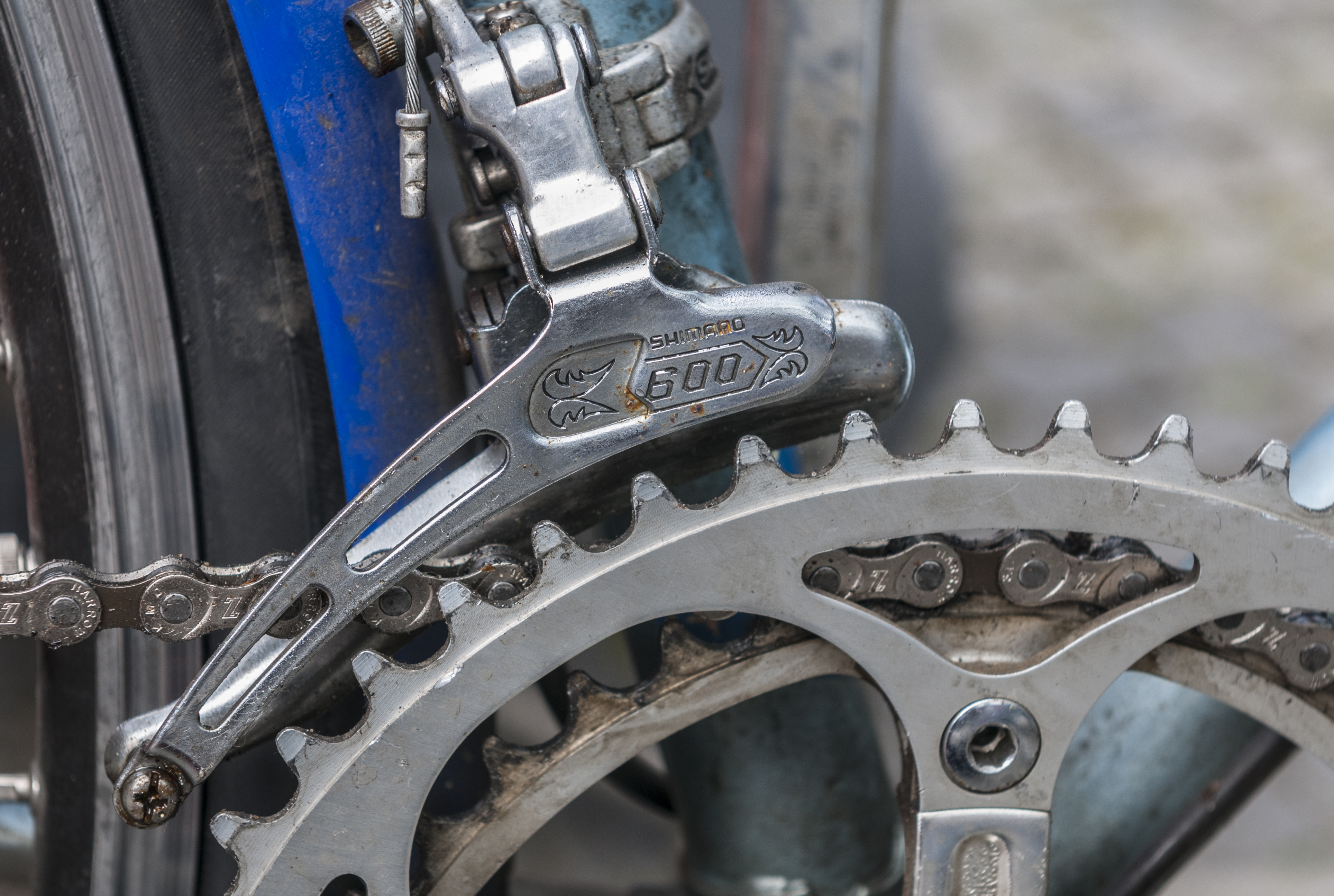
Shimano 600, 1980

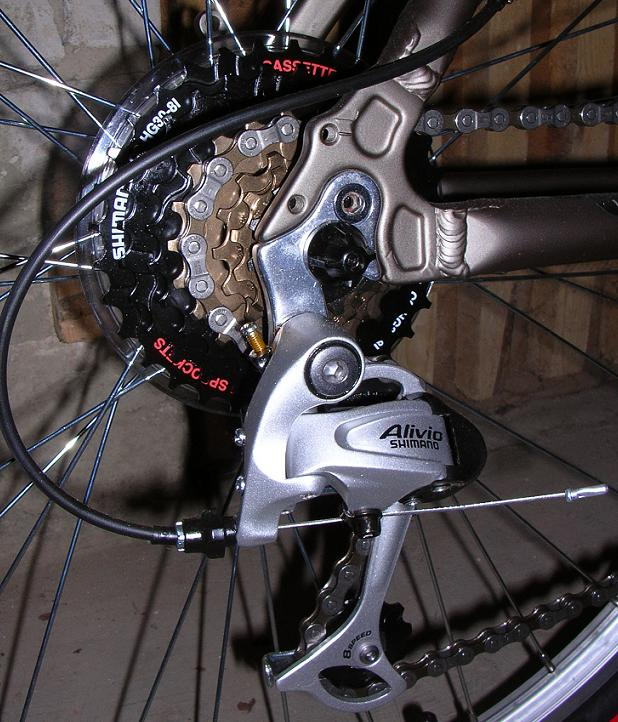
Przerzutka Shimano Alivio

Shimano Inc. (jap. 株式会社シマノ Kabushiki-gaisha Shimano) – japońskie przedsiębiorstwo założone w lutym 1921 przez Shōzaburō Shimano, jeden z największych producentów części rowerowych na świecie. Produkuje także obuwie kolarskie, okulary, preparaty czyszczące do rowerów oraz narzędzia rowerowe. Oprócz tego wytwarza akcesoria wędkarskie, snowboardowe oraz do gry w golfa.

## Shimano w Polsce
W Polsce w Żernikach została otwarta spółka Shimano Polska Sp. z o.o., ul. Gutenberga 9, Żerniki, 62-023 Gądki.

## Kolarstwo
Części rowerowe produkowane przez Shimano są uporządkowane w tzw. grupy osprzętu, będące zbiorami części o określonej jakości, wadze, przeznaczeniu. W skład grupy wchodzą: korby, kaseta, łańcuch, piasty kół, suport, hamulce z klamkami, przerzutki z manetkami (także zintegrowane z klamkami hamulcowymi), pedały SPD.

### Grupy do rowerów górskich
- XTR Di2
- XTR
- Saint
- Deore XT Di2
- Deore XT
- SLX
- Zee
- Deore
- Alivio
- Acera
- Altus

### Grupy do rowerówATB
- Acera
- Altus
- Tourney

### Grupy do rowerów szosowych
- Dura-Ace Di2
- Dura-Ace
- Ultegra Di2
- Ultegra
- 105 Di2
- 105
- Tiagra
- Sora
- 2300, obecny Claris

### Grupy do rowerów gravelowych
- GRX

### Grupy do rowerów miejskich i turystycznych
- Nexave
- Nexus
- Cyber Nexus
- Capreo
- C-series
- Alfine

### Shimano a kolarstwo zawodowe
W kolarstwie szosowym ma silnego konkurenta w postaci młodszej o 12 lat włoskiej firmy Campagnolo. Osprzętu Shimano używał na Tour de France między innymi Lance Armstrong. Mniejszą popularnością cieszą się rowerowe koła Shimano. Obecnie na rynku osprzętu szosowego pojawił się także inny producent, amerykańska firma SRAM, która w 2007 wprowadziła dwie pełne grupy osprzętu.